# San Miguel (departement)
San Miguel is een departement van El Salvador, gelegen in het oosten van het land. De hoofdstad is de gelijknamige stad San Miguel.
Het departement San Miguel omvat 2077 km² en heeft 494.610 inwoners (2016). San Miguel werd op 12 juni 1824 gesticht.

## Gemeenten
Het departement bestaat uit twintig gemeenten:
1. Carolina
2. Chapeltique
3. Chinameca
4. Chirilagua
5. Ciudad Barrios
6. Comacarán
7. El Tránsito
8. Lolotique
9. Moncagua
10. Nueva Guadalupe
11. Nuevo Edén de San Juan
12. Quelepa
13. San Antonio
14. San Gerardo
15. San Jorge
16. San Luis de la Reina
17. San Miguel
18. San Rafael Oriente
19. Sesori
20. Uluazapa

Ahuachapán · Cabañas · Chalatenango · Cuscatlán · La Libertad · La Paz · La Unión · Morazán · San Miguel · San Salvador · San Vicente · Santa Ana · Sonsonate · Usulután